# 婆羅摩笈多公式
歐氏平面幾何中，婆羅摩笈多公式是用以計算圓內接四邊形的面積的公式，以印度數學家婆羅摩笈多之名命名。一般四邊形的面積公式請見布雷特施奈德公式。

## 基本形式
婆羅摩笈多公式的最簡單易記的形式，是圓內接四邊形面積計算。若圓內接四邊形的四邊長為{\displaystyle a}, {\displaystyle b}, {\displaystyle c}, {\displaystyle d}，則其面積為：
{\displaystyle {\sqrt {(s-a)(s-b)(s-c)(s-d)}}}
其中{\displaystyle s}為半周長：
{\displaystyle s={\frac {a+b+c+d}{2}}}

## 证明

圆内接四边形的面积 = {\displaystyle \triangle ADB}的面积 + {\displaystyle \triangle BDC}的面积
{\displaystyle ={\frac {1}{2}}pq\sin A+{\frac {1}{2}}rs\sin C.}
但由于{\displaystyle ABCD}是圆内接四边形，因此{\displaystyle \angle DAB=180^{\circ }-\angle DCB}。故{\displaystyle \sin A=\sin C}。所以：
{\displaystyle {\mbox{Area}}={\frac {1}{2}}pq\sin A+{\frac {1}{2}}rs\sin A}
{\displaystyle ({\mbox{Area}})^{2}={\frac {1}{4}}\sin ^{2}A(pq+rs)^{2}}
{\displaystyle 4({\mbox{Area}})^{2}=(1-\cos ^{2}A)(pq+rs)^{2}\,}
{\displaystyle 4({\mbox{Area}})^{2}=(pq+rs)^{2}-cos^{2}A(pq+rs)^{2}.\,}
对{\displaystyle \triangle ADB}和{\displaystyle \triangle BDC}利用余弦定理，我们有：
{\displaystyle DB^{2}=p^{2}+q^{2}-2pq\cos A=r^{2}+s^{2}-2rs\cos C.\,}
代入{\displaystyle \cos C=-\cos A}（这是由于{\displaystyle A}和{\displaystyle C}是互补角），并整理，得：
{\displaystyle 2\cos A(pq+rs)=p^{2}+q^{2}-r^{2}-s^{2}.\,}
把这个等式代入面积的公式中，得：
{\displaystyle 4({\mbox{Area}})^{2}=(pq+rs)^{2}-{\frac {1}{4}}(p^{2}+q^{2}-r^{2}-s^{2})^{2}}
{\displaystyle 16({\mbox{Area}})^{2}=4(pq+rs)^{2}-(p^{2}+q^{2}-r^{2}-s^{2})^{2},\,}
它是{\displaystyle a^{2}-b^{2}}的形式，因此可以写成{\displaystyle (a+b)(a-b)}的形式：
{\displaystyle (2(pq+rs)+p^{2}+q^{2}-r^{2}-s^{2})(2(pq+rs)-p^{2}-q^{2}+r^{2}+s^{2})\,}
{\displaystyle =[(p+q)^{2}-(r-s)^{2}][(r+s)^{2}-(p-q)^{2}]\,}
{\displaystyle =(p+q+r-s)(p+q+s-r)(p+r+s-q)(q+r+s-p).\,}
引入{\displaystyle T={\frac {p+q+r+s}{2}}}，
{\displaystyle 16({\mbox{Area}})^{2}=16(T-p)(T-q)(T-r)(T-s).\,}
两边开平方，得：
{\displaystyle {\mbox{Area}}={\sqrt {(T-p)(T-q)(T-r)(T-s)}}.}
证毕。

## 更特殊情況
若圓{\displaystyle O}的圆內接四邊形的四邊長為{\displaystyle a}, {\displaystyle b}, {\displaystyle c}, {\displaystyle d}，且外切于圆{\displaystyle C}，則其面積為：
{\displaystyle {\sqrt {abcd}}}

### 证明
由于四边形内接于圆{\displaystyle O}，所以：
{\displaystyle S={\sqrt {(p-a)(p-b)(p-c)(p-d)}}}
其中p為半周長：
{\displaystyle p={\frac {a+b+c+d}{2}}}
又因为四边形外切圆{\displaystyle C}，所以：
{\displaystyle a+c=b+d}
则：
{\displaystyle p-a={\frac {b+c+d-a}{2}}={\frac {a+c+c-a}{2}}=c}
同理:
{\displaystyle p-b=d}， 
{\displaystyle p-c=a}，
{\displaystyle p-d=b}
综上：
{\displaystyle S={\sqrt {abcd}}}
证毕。

## 一般情況

### 布雷特施奈德公式
對一般四邊形的面積有布雷特施奈德公式，其敘述如下：
{\displaystyle {\sqrt {(p-a)(p-b)(p-c)(p-d)-abcd\cos ^{2}\theta }}}
其中 {\displaystyle \theta } 是四邊形一對對角和的一半。
注意到不論取到哪一對對角 {\displaystyle \cos ^{2}\theta } 的值都一樣，因為四邊形的內角和是 {\displaystyle 2\pi }，故如果選取到的是另一對角，其對角和的一半是 {\displaystyle \pi -\theta }。而 {\displaystyle \cos(\pi -\theta )=-\cos \,\theta }，所以有 {\displaystyle \cos ^{2}(\pi -\theta )=\cos ^{2}\theta }。
假設此時四邊形恰好四頂點共圓，由於圓內接四邊形的對角和為 {\displaystyle \pi }，因此 {\displaystyle \theta ={\pi  \over 2}}，而且由 {\displaystyle \cos \,{\pi  \over 2}=0}，可推得此時 {\displaystyle abcd\cos ^{2}\theta =0}，布雷特施奈德公式恰好退化回婆羅摩笈多公式。

### 柯立芝公式
另一個由柯立芝所證明的公式如下：
{\displaystyle K={\sqrt {(s-a)(s-b)(s-c)(s-d)-\textstyle {1 \over 4}(ac+bd+pq)(ac+bd-pq)}}\,}
其中{\displaystyle p}及{\displaystyle q}為四邊形對角線之長。在圓內接四邊形中，根據托勒密定理我們有{\displaystyle pq=ac+bd}，此公式退化回為婆羅摩笈多公式。

## 相關定理
海倫公式給出三角形的面積。它是婆羅摩笈多公式取{\displaystyle d=0}的特殊情形。
婆羅摩笈多公式的基本形式和擴充形式，就像由勾股定理擴充至餘弦定理一般。
1. ↑  J. L. Coolidge, "A Historically Interesting Formula for the Area of a Quadrilateral", American Mathematical Monthly, 46 (1939) pp. 345-347.